# Netocracia
Netocracia es un término creado por el tecnólogo sueco Alexander Bard que define el sistema de una red social distribuida.
Según el autor lo que define a una red social distribuida es "todo actor individual decide sobre sí mismo, pero carece de la capacidad y de la oportunidad para decidir sobre cualquiera de los demás actores". En este sentido toda red distribuida es una red de iguales.
En un sistema así la toma de decisiones no es binaria. No es sí o no. Es en mayor o menor medida. Alguien propone y se suma quien quiere. La dimensión de la acción dependerá de las simpatías y grado de acuerdo que suscite la propuesta. Este sistema se llama plurarquía y según el mismo autor "hace imposible mantener la noción fundamental de democracia", cercana a la tiranía de la mayoría, "donde la mayoría decide sobre la minoría cuando se producen diferencias de opinión"; aunque la minoría no sólo no simpatizara sino que se manifestara en contra, no podría evitar su realización.
Con un sistema así es comprensible por qué en las redes distribuidas no existe dirección en el sentido tradicional, pero también por qué inevitablemente surgen en su interior grupos cuyo principal objetivo es dar fluidez al funcionamiento y los flujos de la red. Son grupos especializados en proponer acciones de conjunto y facilitarlas. No suelen estar orientados hacia fuera sino hacia el interior, aunque inevitablemente acaben siendo tomados, desde fuera, por la representación del conjunto de la red o cuando menos como la materialización de la identidad que les define. 
Estos grupos son los netócratas de cada red, sus líderes en el sentido estricto, pues no pueden tomar decisiones pero juegan con su trayectoria, prestigio e identificación con los valores que aglutinan la red, a la hora de proponer acciones comunes. El concepto, nacido originalmente para explicar la ordenación social de Internet, encontraría en las redes terroristas como Al Qaida un nuevo campo de aplicación. Algunos grupos anarquistas inspirados en la literatura Ciberpunk reivindican como elemento fundamental de su identidad el desarrollo de la plurarquía en cada vez más aspectos de la vida social, presentando por ejemplo la blogosfera como el paso de un sistema informativo centralizado a otro distribuido y por tanto pluriárquico.